# 巴布亞鰻鯰
巴布亞鰻鯰，為輻鰭魚綱鯰形目鰻鯰科的其中一種，分布於巴布亞紐幾內亞淡水水域，體長可達55公分，生活在水質混濁的溪流、沼澤，為底棲性魚類，屬肉食性，生活習性不明。

## 擴展閱讀
維基物種上的相關：巴布亞鰻鯰